# Perlita (geología)

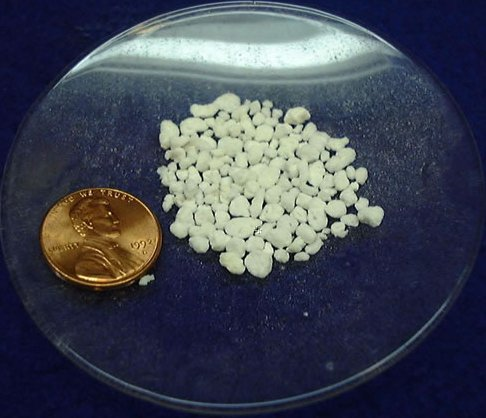
Perlita expandida.

La perlita es un vidrio volcánico amorfo que tiene un contenido de agua relativamente alto. Es un mineral que aparece en la naturaleza, y tiene la propiedad poco común de expandirse muchísimo cuando se la calienta lo suficiente.

## Propiedades y usos
Cuando alcanza temperaturas de 850–900 °C, la perlita se ablanda (dado que es un vidrio). El agua atrapada en la estructura del material escapa y se vaporiza, y esto causa la expansión del material hasta 7–16 veces su volumen original. El material expandido es de un color blanco brillante, debido a la reflectividad de las burbujas atrapadas.

La perlita no expandida ("cruda") tiene una densidad cercana a 1100 kg/m³ (1,1 g/cm³).

La perlita expandida tiene típicamente una densidad de 30–150 kg/m³.
Debido a su baja densidad y precio relativamente bajo, han aparecido muchas aplicaciones comerciales de la perlita. En el área de la construcción se usa en yesos y morteros livianos, aislamiento térmico, cielorrasos y filtros. En horticultura se utiliza para hacer sustratos más permeables al aire, manteniendo su capacidad de retener el agua. Es un material aconsejable para la hidroponía. La perlita también se utiliza en fundiciones, aislación criogénica, y como aditivo liviano en morteros ignífugos y en alfarería como aditivo de la arcilla.
El punto de fusión de la perlita es 40° más bajo que el feldespato potásico (1093 °C), esto permite agregarla a una pasta de gres, bajando su punto de sinterización. Como componente de esmaltes puede actuar a la manera de una frita natural. Respecto a la molienda de la perlita es muy 
fácil, en el mortero lleva unos pocos minutos reducirla a polvo fino.
|            | SiO2 | Al2O3 | Fe2O3 | TiO2 | CaO  | MgO | Na2O | K2O   |
| Perlita    | 75,8 | 12,24 | 0,96  | 0,11 | 1,2  | 0,4 | 3,8  | 3,47  |
| Feldespato | 67,3 | 18,80 | 0,40  | 0,00 | 0,45 | 0,2 | 2,5  | 10,03 |

## Composición típica de la perlita
- 70-75% dióxido de silicio: SiO2
- 12-15% óxido de aluminio: Al2O3
- 3-4% óxido de sodio: Na2O
- 3-5% óxido de potasio: K2O
- 0,5-2,0% óxido de hierro: Fe2O3
- 0,2-0,7% óxido de magnesio: MgO
- 0,5-1,5% óxido de calcio: CaO
- 3-5% pérdida en el horno (agua químicamente combinada)

## Coste
En el año 2001 el costo aproximado de la perlita era US$36,31 por tonelada métrica. El precio de la perlita extraíada de la mina se ha incrementado desde entonces:
2001.....$36,3 por tonelada métrica
2002.....$36,5 por tonelada métrica
2003.....$38,2 por tonelada métrica
2004.....$40,6 por tonelada métrica
2005.....$42,5 por tonelada métrica

## Localización
En la República Argentina existen yacimientos de perlita en las provincias de Catamarca, Jujuy, Mendoza, Río Negro, Chubut y Salta, siendo esta última provincia la que posee los yacimientos más productivos del país.
En México existen varios yacimientos, como en Durango. Termolita es una de las principales empresas procesadoras en México, exportando al mundo.